# Пирон (Илиноис)
Пирон (енгл. Pierron) град је у америчкој савезној држави Илиноис.

## Демографија
По попису из 2010. године број становника је 600, што је 53 (-8,1%) становника мање него 2000. године.
| Група             | 2000.       | 2010.       |
| Белци             | 630 (96,5%) | 581 (96,8%) |
| Афроамериканци    | 1 (0,2%)    | 2 (0,3%)    |
| Азијати           | 1 (0,2%)    | 1 (0,2%)    |
| Хиспаноамериканци | 6 (0,9%)    | 12 (2,0%)   |
| Укупно            | 653         | 600         |